# Hagtjärnen (Leksands socken, Dalarna)
Hagtjärnen är en sjö i Leksands kommun i Dalarna och ingår i Dalälvens huvudavrinningsområde.